# Цыганская гамма
Цыганская гамма, также венгерская гамма — октавный звукоряд из интервального рода гемиолики, характерная черта которого – два полуторатоновых интервала (увеличенные секунды) между соседними ступенями. Этноним «цыганский» (или «венгерский») применяется условно (по образцу этнонимов так называемых «натуральных ладов»), поскольку описываемые звукоряды встречаются в музыке многих народов Евразии.

## Цыганская минорная гамма

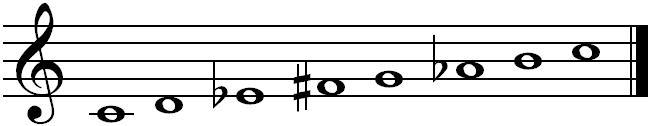
Цыганская минорная гамма

В этой разновидности гемиольного звукоряда полуторатон разделяет III/IV и VI/VII ступени звукоряда (см. нотный пример), причём III ступень находится на расстоянии полуторатона (малой терции) от основания (отсюда в названии «минорная»). В учении о гармонии в России и некоторых зарубежных странах этот звукоряд также называется дважды гармоническим минором. Это представление считается неправильным (устаревшим), так как оно берёт за точку отсчёта звукоряд натурального минора, в котором «повышаются» IV и VII ступени. В действительности все гемиольные лады (в том числе и описываемые) существовали издавна и совершенно независимо от «классических» ладов – мажора и минора.
Соответствует звукоряду арабского макама «нава атар» (вар. транскрипции: «нава асар») и, с точностью до микротоновых отличий — турецкого макама невесер.

## Цыганская мажорная гамма

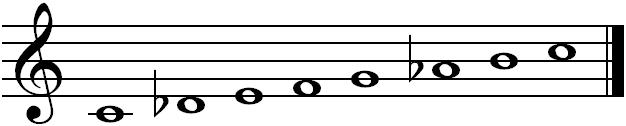
Цыганская мажорная гамма

В этой разновидности гемиольного звукоряда полуторатон разделяет II/III и VI/VII ступени звукоряда (см. нотный пример), причём III ступень находится на расстоянии дитона (большой терции) от основания (отсюда в названии «мажорная»). В школьной гармонии этот звукоряд также называется дважды гармоническим мажором, ввиду присутствия в нём двух увеличенных секунд и уменьшённых септим (характерных интервалов). В качестве точки отсчёта в такой номенклатуре принимается звукоряд натурального мажора, в котором говорят о «пониженной II» и «пониженной VI» ступенях. Другие названия: доминантовый лад, андалусийский лад. В некоторых европейских традициях его именуют также «арабской гаммой» (например, итал. Scala araba, порт. Escala árabe; см. соотв. статьи в итальянской и португальской Википедиях). Соответствует звукоряду арабского макама хиджаз кар и его транспонированных версий шадд арабан, шахназ и сузидиль, арабо-андалусского лада зидан, азербайджанского лада чаргях (в трактовке У. Гаджибекова) и, с точностью до микротоновых отличий — турецких макамов хиджазкар, зиргулели хиджаз, шедарабан и персидского дастгяха чахаргах. Также соответствует звукоряду раги бхайрав в индийской классической музыке в традиции хиндустани.

## Применение в музыке
Цыганская гамма — распространённый модализм в музыке западноевропейских романтиков XIX века, особенно часто её применял Ф. Лист (в «Венгерских рапсодиях», в фортепианной Сонате h-moll, в симфонической поэме «Битва гуннов» и др. сочинениях). У Ж. Бизе цыганская гамма широко используется в его опере «Кармен»: обе разновидности (минорная и мажорная) — в лейтмотиве судьбы (впервые звучит в увертюре к опере). Другой пример — Мазурка B-dur op. 7 № 1 (эпизод в тт. 45-52) Ф. Шопена. Цыганская гамма встречается и у русских композиторов (также в качестве модализма, часто в смешении с другими звукорядами). М. П. Мусоргский использовал цыганскую гамму в пьесе «Два еврея» (в цикле фортепианных миниатюр «Картинки с выставки») для характеристики богатого еврея, С.В. Рахманинов — во II части Третьего фортепианного концерта.
Цыганская гамма встречается в народной музыке Испании (в том числе в музыке фламенко), в клезмерской музыке восточно-европейских евреев, в музыке Польши, Румынии, Венгрии, балканских стран.